# Circondario del Teltow-Fläming
Il circondario del Teltow-Fläming /ˈtɛltoː ˈflɛmɪŋ/ (in tedesco Landkreis Teltow-Fläming) è un circondario rurale del Land tedesco del Brandeburgo.
Comprende 7 città e 9 comuni.
Il capoluogo è Luckenwalde, il centro maggiore Blankenfelde-Mahlow.

## Storia
Il circondario del Teltow-Fläming fu creato nel 1993 dall'unione di territori già parte dei disciolti circondari di Jüterbog, di Luckau, di Luckenwalde e di Zossen.

## Geografia fisica
Il circondario del Teltow-Fläming confina a nord con Berlino, ad ovest con il circondario Potsdam-Mittelmark, ad est con il Dahme-Spreewald, a sud con l'Elbe-Elster e con il circondario di Wittenberg (nella Sassonia-Anhalt).

## Suddivisione
| Nome                | Status | Amministrato da | Popolazione (31-12-2023) |
| ------------------- | ------ | --------------- | ------------------------ |
| Am Mellensee        | comune | -               | 7 310                    |
| Baruth/Mark         | città  | -               | 4 314                    |
| Blankenfelde-Mahlow | comune | -               | 29 344                   |
| Dahme/Mark          | città  | Amt Dahme/Mark  | 4 863                    |
| Dahmetal            | comune | Amt Dahme/Mark  | 438                      |
| Großbeeren          | comune | -               | 9 148                    |
| Ihlow               | comune | Amt Dahme/Mark  | 637                      |
| Jüterbog            | città  | -               | 12 661                   |
| Luckenwalde         | città  | -               | 21 000                   |
| Ludwigsfelde        | città  | -               | 29 441                   |
| Niederer Fläming    | comune | Amt Dahme/Mark  | 3 016                    |
| Niedergörsdorf      | comune | -               | 6 194                    |
| Nuthe-Urstromtal    | comune | -               | 6 663                    |
| Rangsdorf           | comune | -               | 11 846                   |
| Trebbin             | città  | -               | 9 964                    |
| Zossen              | città  | -               | 21 643                   |

## Società

### Evoluzione demografica
- Sviluppo della popolazione dal 1875 entro gli attuali confini (linea blu: popolazione; linea puntata: confronto dello sviluppo della popolazione dello stato del Brandenburgo; sfondo grigio: ai tempi del governo nazista; sfondo rosso: al tempo del governo comunista).
- Sviluppo recente della popolazione (linea blu) e previsioni.